# Inspecteur Ballauf
Inspecteur Ballauf (Tatort: Ballauf und Schenk) en version originale, signifiant « lieu du crime », est une série télévisée de la série Tatort, produite depuis le 5 octobre 1997 par Westdeutscher Rundfunk, mettant en scène les enquêtes d'un duo d'inspecteur à Cologne, les inspecteurs Max Ballauf et Freddy Schenk.
Les épisodes sont d'une durée de 90 minutes.
Le personnage de Max Ballauf existait déjà de 1992 à 1994 comme assistant du commissaire Flemming dans Tatort Düsseldorf. En 1997, le personnage revient pour la série se passant à Cologne avec le premier épisode Willkommen in Köln (371e épisode toutes séries Tatort confondues).
Diffusée à partir de 2012 sur RTL9.

## Distribution
- Klaus J. Behrendt - (depuis 1997) : Inspecteur Max Ballauf
- Dietmar Bär - (depuis 1997) : Inspecteur Freddy Schenk
- Joe Bausch - (depuis 1998) : Docteur Joseph Roth

## Liste des épisodes
1. Willkommen in Köln
2. Bombenstimmung
3. Manila
4. 1944
5. Mission confidentielle
6. Jalousie
7. Délivrance
8. Ombre et lumière
9. Les trois singes
10. Le feu de la Saint-Martin
11. Amandes amères
12. Le resquilleur
13. Longues amitiés
14. Quartett in Leipzig
15. La femme du train
16. Mördergrube
17. Nathalie
18. Le monstre
19. Trahison
20. Schlaf, Kindlein, schlaf
21. Opération militaire en Colombie
22. Volet volé
23. L'amour d'une mère
24. L'homme sans passé
25. Le double
26. Le Bermude
27. Une vie de chien
28. La balance
29. Verraten und verkauft
30. Schürfwunden
31. Minenspiel
32. Erfroren
33. Der doppelte Lott
34. Blutdiamanten
35. Liebe am Nachmittag
36. Die Blume des Bösen
37. Nachtgeflüster
38. Spätschicht
39. Verdammt
40. Müll
41. Brandmal
42. Rabenherz
43. Mit ruhiger Hand
44. Platt gemacht
45. Klassentreffen
46. Kaltes Herz
47. Schmale Schultern
48. Familienbande
49. Unter Druck
50. Keine Polizei
51. Altes Eisen
52. Auskreuzung
53. Kinderland
54. Ihr Kinderlein kommet
55. Fette Hunde
56. Scheinwelten
57. Trautes Heim
58. Franziska
59. Der Fall Reinhardt
60. Ohnmacht
61. Wahre Liebe
62. Freddy tanzt
63. Dicker als Wasser
64. Benutzt
65. Kartenhaus
66. Narben
67. Durchgedreht
68. Wacht am Rhein
69. Tanzmariechen
70. Nachbarn
71. Bausünden
72. Mitgehangen
73. Familien

## Sources
- http://www.programme-tv.net/programme/divertissement/r37345-inspecteur-ballauf/
- http://tv.sfr.fr/guide-tv/emission/RTL9/Inspecteur-Ballauf-2-68623567/
- « Inspecteur Ballauf » (présentation), sur l'Internet Movie Database